# Bruny Surin
Bruny Surin (Cabo Haitiano, 12 de julio de 1967) es un atleta canadiense de origen haitiano, ganador de la medalla de oro en el relevo de 4×100 metros en las olimpiadas de Atlanta 1996.
Surin nació en Cabo Haitiano (Haití) y se mudó a Canadá con su familia en 1975. Hizo su debut en campeonatos internacionales en los Juegos Panamericanos de 1987, donde obtuvo el decimoquinto lugar en el Salto de longitud. En la misma prueba, pero en los Juegos Olímpicos de 1988 también obtuvo el decimoquinto lugar.
En los Juegos de la Mancomunidad de 1990, Surin obtuvo la medalla de bronce en los 100 metros lisos y séptimo lugar en Salto de longitud. En el Campeonato Mundial de Atletismo de Tokio en 1991 fue octavo lugar en los 100 metros. Al año siguiente, logró el cuarto lugar en esa prueba y llegó a la semifinal del relevo de 4×100 metros en las Olimpiadas de Barcelona 1992.
Participando en el Campeonato Mundial de Atletismo en 1993, Surin llegó en quinto lugar en los 100 metros y la medalla de bronce en el relevo de 4×100 metros. Para los Juegos de la Mancomunidad de 1994 obtuvo medalla de oro en el relevo de 4×100 metros, pero fue eliminado en la semifinal de los 100 metros. Y en el Campeonato Mundial de Atletismo en 1995 logró el segundo lugar en los 100 metros y la medalla áurea siendo miembro del relevo de 4×100 metros.
En las Olimpiadas de Atlanta 1996, el relevo canadiense no era favorito, a pesar de haber ganado casi todos los títulos disponibles en los dos años anteriores, pero en la ausencia del relevo estadounidense. En la final del relevo de 4×100 metros, el equipo canadiense derrotó al estadounidense por medio segundo, para colocarse como el mejor equipo del mundo. En ese año, Surin también llegó a la semifinal de los 100 metros.
Bruny Surin y el relevo canadiense ganaron el oro de nuevo en el Campeonato Mundial de Atletismo en 1997, pero de nuevo en ausencia del equipo de Estados Unidos. En esos juegos, Surin fue séptimo en los 100 metros.
Ya en el Campeonato Mundial celebrado en Sevilla, España en 1999 ganó el segundo lugar en los 100 metros; su tiempo fue igual al de Donovan Bailey, quien en ese momento acababa de ser destronado del récord mundial (de 9.84 segundos). Hasta comienzos de 2006 esa había sido la mejor marca de un atleta no-campeón en una prueba.
En las Olimpiadas de Sídney 2000, Surin fue eliminado en las semifinales de los 100 metros. Su última gran competencia fue el Campeonato Mundial de 2001, en la que se lastimó gravemente en las semifinales de 100 metros.
las hijas de Bruny Surin son Katherine Surin, Kimberley-Ann Surin